# Telge Hovsjö
Telge Hovsjö var ett av Södertälje kommuns helägt dotterbolag som ingick i Telgekoncernen. Telge Hovsjö ägde och förvaltade drygt 1700 lägenheter i stadsdelen Hovsjö. Samtliga bostäder, på 1 rum och kök till 5 rum och kök är byggda under 1972–1975 och är en del av det så kallade miljonprogrammet. Telge Hovsjös uppdrag var bland annat att minska segregationen och arbeta för att boende ska ha avgörande inflytande över förändringsprocessen.

## Historik
Stadsdelen Hovsjö byggdes 1972–1973 och är ett av Södertälje kommuns miljonprogramområde. Bolaget ägdes fram till 2007 av Telge Bostäder. 2007 avknoppades stadsdelen och blev ett fristående bolag i Telgekoncernen.
För att förbättra boendemiljön och utveckla boendet i området ges de boende ett stort inflytande på vad som sker i området, bland annat genom att de boende har egna representanter i bolagets styrelse.
Ett nära samarbete har inletts med olika intresseorganisationer, myndigheter, föreningar och kommunen. 
Telge Hovsjö blev år 2022 återigen en del av Telge Bostäder.